# Klekean
Klekean is een bestuurslaag in het regentschap Bondowoso van de provincie Oost-Java, Indonesië. Klekean telt 1486 inwoners (volkstelling 2010).